# ぎゅわんぶらあ自己中心派
『ぎゅわんぶらあ自己中心派』（ぎゅわんぶらあじこちゅうしんは）は、『ヤングマガジン』1982年1月4日号から連載された片山まさゆき作の麻雀漫画である。
なお、本稿では番外編とも言える『片山まさゆきの麻雀教室』についても併せて記述する。

## 作品内容
本作はプロ雀士を主人公とするギャグ漫画であるが、一般向け雑誌に連載されていたこともあり、作者が同時期に「近代麻雀オリジナル」に連載していた『スーパーヅガン』などと比べると、麻雀の専門用語などは少なく、当時の世相やパロディなどを積極的に取り入れ、麻雀を知らない読者にも楽しめる内容となっている。
基本的な物語は毎回個性的な麻雀を打つキャラクターが登場してドラ夫達と卓を囲む内容であり、時には特殊ルールによる麻雀対局も描かれた。
キャラクターの中には、「タコ」と呼ばれる、麻雀のルールや戦法を無視した打ち手もおり、連載開始初期には彼らとの戦いが主題となっていた。
また、ゲストキャラクターとして登場後、後のストーリーに脇役または準レギュラーに昇格し、対局メンバーとしてたびたび登場するようになる場合もあり、これらのキャラクター陣は後に発売されたゲームソフトシリーズ（後述）において特徴が再現されている。
加えて、主人公のドラ夫が極端に強い相手に立ち向かう物語もあり、ドラ夫がスポ根的に努力をして相手を破る場合や、勝てなくて逃げ出す結末を迎える場合もある。
さらに、やたら講釈を垂れる人物といった、雀荘によくいる打ち手をネタにした回もあった。
なお、物語は基本的に一話完結だが、稀に2回以上にわたる場合もある。
第100話「別れのオーラス最後のグッバイ」（ヤンマガKCスペシャル第6巻）で主要な登場人物が旅に出るなどして、連載を一旦終了。その後『ぎゅわんぶらあ自己中心派2』のタイトルで、ドラ夫が旅打ちから帰ってきたという設定で連載を再開したが、約1年で終了した。

## 主な登場人物

### レギュラー
持杉ドラ夫（もちすぎ ドラお）
主人公の裏プロ。賭け麻雀による収入だけで生活している職業雀士。東京都奥多摩出身、8月16日生、血液型はAB型。ギザギザの前髪と作中一度も外したことのないサングラス（作中ではハイライトが視線を表現）、くわえタバコがトレードマーク。服装は当初は無頓着で回によって変化していたが連載が進むに連れネクタイを締めた白シャツにスラックスという装いに落ち着いた。連載開始当初の設定では22歳。「配牌は最低でもイーシャンテン」と豪語するとおり運が強く、また一度ツキだすと止まらない。対戦相手を破産に追い込むまで勝つ事もある。連載当初はツキと勢いのみで勝ってる事を度々指摘されたがプロを自称する以上それだけのはずもなく基本的な麻雀セオリーは熟知しており、ベテラン雀士としての経験に裏打ちされた技術力もトップクラスであり故にプライドも高いが、それを徹底しているわけでもなく基本的には何でも勝てればそれで良いという、自己中心的な考え方。しかしセオリーや引っ掛けが通じず場を荒らすタコ雀士は苦手としており数少ない敗戦は大半が対タコ雀士戦である。プロレスをモチーフにした話では、覆面レスラー風の「イーソーマスク」となった事がある。名前の由来は「ドラを持ち過ぎ」から。「タッタタンタン！」などといいがら牌をツモる。
律見江ミエ（りちみえ みえ）
第1話でフリーの雀荘でドラ夫と出会った女性。神奈川県横浜市出身、7月14日生、血液型はB型。年齢は設定されていないが連載当初は大学に通う傍ら雀荘デビューしたギャルというキャラであった。捨てた牌が振込みしそうになると「チャイ」と言って引っ込めるのが得意技（ルールとしては違反イカサマ）。登場時は「四暗刻のミエ」と自称していたが、四暗刻をあがったのは過去一回だけとの事。連載当初は黒髪だったが、途中から茶髪になった。続編では「パパにおねだりして」マスターが田舎帰りの為閉店した雀荘「ミスチョイス」のオーナーとなり、大企業の御曹司とのお見合いをするなど、実はお金持ちのお嬢様であることが新たに明かされた。根っからの明るい性格だけでなく、頭脳明晰でオール5を獲ったこともある。外見は『スーパーヅガン』のヒロイン早見明菜に酷似（後述する『麻雀教室』では、区別の為に途中から眼鏡っ娘になった）。名前の由来は「見え見えリーチ（あがり牌に予想がつくリーチ）」から。横須賀に「迷彩レディー」こと「律見江 奈衣」（りちみえ ない）という姉がいる。
店野真澄太（みせの ますた）
名前の通り、ドラ夫、ミエの行きつけである下北沢のフリー雀荘「ミスチョイス」（連載開始初期は「選択ミス」と表記）のマスター。28歳独身。血液型はA型。富士額のオールバックが特徴。「ミスチョイス」は客が少ないため、ドラ夫、ミエ、マスターにその回のゲストの4人で打つストーリーが多い。彼の麻雀での得意手は「平和」。打ち方はオーソドックスであるがツキが弱く、自ら勝負であがることがほとんどない。初登場のゲストの最初の餌食になるパターンが多く、レギュラーキャラにも関わらず麻雀は強いとは言えない。自己主張が弱い性格のため周りに染められ易く、それが良い方向に働きネタ的な要素で確変的に強くなることもあるが、大体その回が終わる頃には元に戻っているといういわゆるオチ担当のキャラ。

### 準レギュラー（一部抜粋）
全自動の狼（ぜんじどうのおおかみ）
新宿渋谷の雀荘を次々と食い荒らし閉店に追い込んだ凄腕の流れ雀士。両手が義手である代わりに、マジックハンド付きのコンピュータを使って場を分析し麻雀を打つ。打ち方に感情を伴っていないが故に、コンピュータにはできないドラ夫の「気迫」に敗れる。のちにコンピュータに「気迫装置」や「タコヅモ装置」などを追加し、さらなる強敵として帰ってくる。
貧乏おやじ（びんぼうおやじ）
血液型はO型。かつては千点10万円の超高レート雀荘を営む大富豪であり麻雀もかなりの強さだったが、学生時代のドラ夫に四日間もの間連続であがり続けられて30億円の負けを抱えて破産、同時にツキも失う。妻と3人の子供を抱えて生活のために対局するが、麻雀自体は弱いため苦戦。第一部最終話で家族を連れブラジルへ高飛びした後、日本へ出戻り少しは名の知れた雀士になった模様。
オクトパシーふみ
血液型はB型。「日本タコ友の会」会員番号001番、全国の雀荘に鳴きまくりのタコ麻雀を普及させるべく日夜努力している。会長(片ちん)に次ぐ序列らしく他の会員を引き連れ度々ミスチョイスに乗り込みドラ夫に挑むもことごとく返り討ちにされている。得意手は主に役牌の刻子が無い混一色（俗に言う「バカホン」）で「鳴いてこれだ」や「変なことしちゃった?」と言い、場を荒らす事もある。モデルは漫画家の柴門ふみ（作者自身が麻雀で交友があったため）。
タコ宮内（タコ みやうち）
血液型はO型。麻雀のルールやセオリーを理解していないタコ雀士で「日本タコ友の会」会員番号003番。流局時にノーテンのときでも手牌を倒して「ノーテンです」と見せる。多面待ちを読み切れないので、上家の捨牌を通した後のツモ切りを確認し、安心して現物を捨てると和了されてしまうこともあり（タコの山越え）、メンバーを混乱させる。当然技術はド下手でチョンボをする事も少なくないが、タコ雀士の割に引きは結構強いため、満貫などであがったりすると巨大なタコに変貌する。モデルは当時の片山のアシスタント。
ソニー君（ソニーくん）
血液型はA型。大手電機メーカーの営業マン。自社の開発した6人用全自動卓を売り込みに「ミスチョイス」に来るが、松下を中心とする8人用全自動卓連合に席巻される。後に営業部長に昇格する。後述のハルタン星人程ではないが、いちおう食いタンが得意。
北家拳士郎（ほっけ けんしろう）
『北斗の拳』のケンシロウのパロディ。血液型はAB型。自分が北家の時に突然強くなり「あたたたたたた」と言いながら洗牌し、門前清に徹する「北家神拳」を駆使する。ただし鳴きなどを駆使した相手の「南家聖拳」には弱い。第一部終了後には漫画家に転身。駒澤大中退。
ヤーメネーター　
『ターミネーター』のパロディ。かつてミエに四暗刻をアガられ復讐のため「ミスチョイス」に殴りこみに来た不死身のアンドロイド雀士。タコ雀士で人の捨て牌は全く見ず凄まじい頻度で振り込むので基本的に弱い。しかし何度負けても「もう半荘」と言いながらしつこく勝負を挑んでくる、しかし後述の勝ち過ぎの金蔵相手には「奴とはもう打ちたくねぇ」と言って逃げていた。
引若丸（ひきわかまる）
第2部（101話以降）開始当初から登場。現役の上智大生。ドラ夫のミスチョイス復帰戦の相手となった若者。同じくミスチョイスへ一雀士として戻ってきたマスターを一蹴し現ミスチョイスのエースとして君臨するもドラ夫に弱点を見透かされ敗北。引きの強さはドラ夫も認める程だが引きの強さだけで勝ってきた為、技術力は素人レベルであり揺さぶりにも弱く劣勢に陥ると立て直しが効かずツキも離れていく、金蔵と同じく勝ち続けないとツキを維持できないタイプの雀士。さゆりという恋人がいたがかなりの尻軽で敗戦を期にドラ夫に乗り換えられる。

### その他のキャラクター（一部抜粋）
クリスチーネ・M
血液型はA型。女子高生でありながら麻雀中毒にかかってしまい1日に1回以上打たないと手が震えてしまうという症状を持っており、大物手指向で勝負をする度に手が高くなっていく。いつか「黄金の一発」を打つことを夢見ている。青少年の麻薬中毒を描いたドイツ映画『クリスチーネ・F』のパロディ。
ゴッドハンド氏（ゴッドハンドし）
彼をメンツに入れると麻雀は格闘技と化す。一切ムダヅモのない究極の麻雀を目指しており、彼のリーチが掛かった後に「真空ヅモ」、「稲妻ヅモ」や「竜巻ヅモ」を呼びおこす（ゲーム版でもこの能力は大抵再現されており、一発ツモ上がりが非常に多い）。八連荘であがることも少なくない。しかし技術的には全くの素人以下で一発ヅモを逃すとツキを失ってしまう。また一牌でもムダツモを引いてしまうと修行不足と己を叱責し、それまでにどれだけ勝っていたとしても負けとし勝負を放棄してしまう。
バッドハンド
本名・自摸山真二（つもやま まっぷたつ）。血液型はO型。大山倍達のパロディ。その名の通り、いつも配牌に老頭牌や字牌が多い「悪い手＝クズ手」である。“麻雀バカ一代”と自称し空手着を着て、山に籠り修行をしていた。その結果、クズ手を逆手に取りチャンタ、ジュンチャン、果てには「チェストォ！」の掛け声とともに国士無双をツモるまでに至る極真麻雀を極めた。クズ手を自分の分身の様に愛し、どんなに良い配牌でも崩して行く。
ハルタン星人（ハルタンせいじん）
『ウルトラマン』に登場した宇宙忍者バルタン星人のパロディ。宇宙から侵略してきた配牌忍者。ツミコミや分身の術を巧みに使う。スピード感のあるタンヤオを得意とし、大抵の場合が食いタンであり、たまにリーチをかける事もある。なお、自身があがった場合は「フォフォフォ…」と笑う。
カラポン
一鳴き怪獣。『ウルトラQ』に登場したガラモンのパロディでハルタン星人とともに登場。「シャワワ」という掛け声で必ず一鳴きを使ってくる。字牌を大切にしている割には高い役を狙っているわけではなく、ほぼ役牌あがりである。
謎のじいさん（なぞのじいさん）
血液型はAB型。禿頭・白髪ヒゲに杖という仙人風の出で立ちで、大きく飛び出した目が特徴。麻雀におけるセオリーやツキの流れなどを講釈する。能書きの割には麻雀は意外と弱く、ドラ夫やミエを小馬鹿にして「なら打ってみろよ」などと迫られハコ下にされるパターンが多い。「too late」「too young」などという英語も使う。
フリ・ゲラー
実在の超能力者ユリ・ゲラーがモデル。麻雀に最も有利な「予知能力」と「透視能力」を持つ。しかし、牌以外のもの（女性の服）を透視したり、ルールをよく理解していないため、「九蓮宝燈」や「清一色」に振り込む事が度々ある。やはりタコ友会の会員でオクトパシーふみの送り込んだ刺客として登場した。
武田震源（たけだ しんげん）
血液型はA型。学生の為に財力はやや弱いというリスクを背負っているものの、知力・攻撃力・守備力などを兼ね備えたバランスのとれた雀士。それ故にかなり手強いが、決め手に欠ける一面も。「開城!」の掛け声で必ずリーチをかける。戦国武将である武田信玄をイメージしており風林火山に倣った攻め手を得意とする。
勝ち過ぎの金蔵（かちすぎのきんぞう）
非常に神がかり的な強運の持ち主。血液型はO型。配牌で字牌が10枚以上も存在し、ダブルやトリプルといった役満を数多くあがる。金運に強いとされる大変彫りの深い人相をしており、額の大きなホクロがトレードマーク。訛りのある喋り方をする。
初対戦では、あまりの振込と連荘の多さ（最大九連荘）に、ドラ夫・ミエ・マスターの3人は「ええじゃないか」と叫びながらメンタルが崩壊してしまうほどであった。タコ以外でドラ夫を完全敗北させた数少ない人物。しかし彼は点棒を払うことにほとんど慣れておらず、1回でも振り込むと気落ちしてしまい、徐々にあがれなくなってしまう（こちらもゲームでその特性が再現されており、配牌時で字牌が殆どという事が多いが、一度でも振り込むとその後はクズ牌だらけになってしまう）。その弱点をドラ夫に突かれ生まれて初めて麻雀で負け、以降は初登場時程の超常的な強運は発揮できなくなった。
片ちん（かたちん）
本作の作者自身がモデル。血液型はA型。日本タコ友の会の会長。見た目はまともに見えるがその正体はやはりタコ雀士である。片ちん大王と呼ばれる事もある。
クララ
血液型はA型。アニメ『アルプスの少女ハイジ』のクララのパロディ。鳴いてばかりでなかなか門前であがることができない事が多いものの、門前であがった場合、牌子（ハイジ）や北太（ペータ）、子ヤギたちから「クララが立てた（立った）」と祝福を受ける。
森田健作（もりた けんさく）
実在の森田健作がモデル。血液型はO型。「イッツー」のような男らしい役作りが得意で、一度狙いを決めたら決して役作りを変えようとしない。「イッツーイッツーまたイッツー」が信条で、暴牌も辞さない。
早乙女牌（さおとめ はい）
女優の早乙女愛がモデル。血液型はA型。社会勉強のために「ミスチョイス」にやって来た。お嬢様育ちでおおらかな性格であるが故に相手のリーチや長期戦に弱い。稀にあがった時、振り込まれた相手に対し「（点数は）おいくら?」と問う事も。第一部終了後には留学先のアメリカで知り合ったお坊ちゃま・ジョンと結婚、幸せな家庭を築く。学習院大学卒。
マッコウ
本名・めくじらまこお。「打牌（ターパイ）はあくまでも強く!」をモットーとするマッコウクジラ。故に暴牌を打つことも一切憚らない。また相手のリーチに対しても全く降りるような事はない。その強硬的とも言えるスタイルは場を荒らすこともあり恨みを買う事もあった。ほええるまっこという彼女がいる。モデルは柳田理科雄の友人。
ババプロ
「メンチンのババ」の通称を持つ麻雀プロ。血液型はA型。「清一色」が得意だが、初牌で必ず「ムリチン（無理矢理の清一色）」「スムチン（スムーズに清一色）」と言い、強引に染めることも多い。モデルは麻雀プロの馬場裕一であるが、『スーパーヅガン』に登場する同キャラクターよりも相当デフォルメされている。時々女性に対し自らの巨大なタラコ唇を応用してセクハラをする事もある。ただし『スーパーヅガン』のババプロと異なり、得意技の「くちびるリーチ」や「くちびるヅモ」はほぼ使用しなかった。
積木かおり（つみき かおり）
『積木くずし』の主人公・穂積由香里がモデル。略称はかおりちゃん。血液型はB型。不良少女で暴牌族のリーダー。いわゆる「タコツッパリ」。彼女の打牌の9割以上が暴牌であり、ごくまれに勝つこともあるが大抵はダブハコレベルで大敗している。
卓をかける少女
1983年の映画『時をかける少女』の主人公芳山和子（原田知世）がモデル。ドラ夫（タイムリープで未来から来た雀士という設定）に過去に勝利しているが、ドラ夫は負け代を払っていない。
哭きのカバ（なきのカバ）
本名はむうみん。血液型はA型。『ムーミン』と『哭きの竜』のパロディ。彼は麻雀を覚えたての頃は大変引きが弱かったが、「人のツモを奪えばいいのさ」というスナフキンの助言により、引きの弱さを鳴きでカバーする鳴き麻雀に全てを賭ける。とにかく流局あたりまで鳴きまくり、リンシャンであがる事が多い。
CHON CHON（チョンチョン）
キョンキョンこと小泉今日子がモデル。血液型はA型。全国的オーディションで選ばれたアイドル雀士で、彼女の打ち筋は全くの素人なので勝負に挑んだとたんに自らが勝手に沈んでいく。ごくまれに自身があがると「みんな最高っ!!」と大いにハッスルする。
横須賀ジョージ（よこすかジョージ）
横須賀雀士達のトップに君臨する男。リーゼントが特徴(彼の舎弟たちも大半がリーゼントである)。８０年代のヒット・チャートを熱唱しながら麻雀を打つ独特なスタイルを持ち、彼のみならずドラ夫達も釣られるように熱唱しだす。そのせいで麻雀に集中出来ていないのか鳴り物入りで登場した割には弱く、ミスチョイス麻雀大会では最下位に沈んだ。
迷彩レディー（めいさいレディー）
捨て牌で「トマト」「しんぶんし」などの回文を作るといった独特の迷彩で相手を惑わせる。迷彩レディーと言う通り名は襲名制らしく彼女は七代目であり本名は律見江 奈衣（りちみえ ない）でミエの実姉。ジョージは横須賀雀士の仲間であり彼の仇討ちという形でドラ夫に勝負を挑んだ。本当の意味での迷彩能力も持ち、負けた際の支払い逃れに使用する。血液型は実妹同様B型。
中島ハコ（なかじま はこ）
中島みゆきと山崎ハコを合わせたパロディキャラクターで、陰気な性格をしている。北海道出身。血液型はA型。「チャンタ」や「ジュンチャン」といった端牌の役で上がる傾向にある。和了すると手牌を端から一枚ずつパタパタと倒し、鈴を「チリ〜ン」と鳴らす。当然全く鳴かずにダマテンであがる。
カリフォルニアレディー
アメリカ・カリフォルニア州出身のナイスボディの金髪美女。血液型はA型。アメリカ流の麻雀を打ち、ロンの際には「MAHJONG!!!」と宣言する。都合が悪くなるとお色気作戦に走る傾向がある。仲間と共に通しサインをやる事もある。
ブラック・ザンク
『ブラック・ジャック』のパロディ。血液型はO型。ヤブ医者で、強引にがめまくる麻雀を展開する。危険に陥ると国士無双に走る事もある。自分の牌にメスを入れる為、よく手がバレる。
ジーザス阿佐田（ジーザスあさだ）
阿佐田哲也とイエス・キリストを合わせたような麻雀の神。「単騎は西で待て地獄待ち」「早いリーチは七対子」などという麻雀の格言を話す。実際の阿佐田と同様に、ナルコレプシーである。
ケケケの北郎（ケケケのきたろう）
『ゲゲゲの鬼太郎』のパロディ。血液型はA型。カンチャン待ち、ペンチャン待ちに関わらずリーチが得意で常に目玉おやじの指示を受けている。危険牌を察知する能力を持っているが、意外とヒキが弱い。仲間に二鳴きじじい（子泣きじじいのパロディ）や引っかけばばぁ（砂かけばばぁのパロディ）やしずみ小僧（ねずみ男のパロディ）などがいる。
カモイ
『カムイ伝』のパロディである『カモイ伝』に登場。抜けタコとなった師匠『黒目』の粛清のため卓を囲む。様々な忍術を使いこなすうえ腕もそれなりに立つのだがツメが甘い。失敗した制裁として低レートでの徹マンにつきあわされる。
おしおきママ
普段は平凡な主婦だが、雀荘に入るなりSM女王様風ファッションに着替えて麻雀を打つ。親になると俄然調子が出て、子をアメとムチで思いのままに操ろうとする。リーチに対して現物でオリる子はホメ、突っ張る子にはムチを入れたりする。
ジハイアンコ馬場
プロレス大会に登場。モデルはジャイアント馬場。全日本麻雀プロの総帥。その名の通り字牌を大切にし、タンヤオ・ピンフ等の基本に忠実な麻雀を打つ。七対子のみで親をける「十六本キック」が得意技。
アンコニコ猪木
プロレス大会に登場。モデルはアントニオ猪木。新日本麻雀プロの総帥。得意技は、萬子の「混一色」「清一色」で相手を固める「萬子（マンズ）固め」と、第一打でいきなり中枢牌を切る「延髄切り」。
シャンポン鶴田
プロレス大会に登場。モデルはジャンボ鶴田。全日本麻雀プロの若きエース。得意技はヤクマンスープレックスだが、修行は足りないのか時々チョンボを犯す。
ドラゴ藤波
プロレス大会に登場。モデルは藤波辰爾。新日本麻雀プロの若きエース。得意技はのみ手でも、カンドラ・裏ドラを乗せるドラ５スープレックス。
スタン・ハッセン
プロレス大会に登場。モデルはスタン・ハンセン。全日本麻雀プロのエース外人。常に満貫の手を狙い、得意技のウエスタンラリアガリを上がると「ロン・ツモ」のかわりに「ウイー」との声を上げ左腕で牌を倒す。しかし、律見江ミエの「チャイ」にあっけなくかわされた。
アンコレ・ザ・ジャイアンコ
プロレス大会に登場。モデルはアンドレ・ザ・ジャイアント。新日本麻雀プロのエース外人。常に女性マネージャーを帯同しており、体が大きく自分でツモれないため、マネージャーが代わりにツモっている。

## 特殊ルールによる麻雀
作者が考えた特殊なルール（牌まで特殊な場合もある）による麻雀を打つ。現実に再現可能なものと、ほとんど不可能なものがある。具体的には以下のようなものがあった（ヤンマガKCスペシャル版単行本収録作品）。
盲牌麻雀
自分の牌を見ずに盲牌だけで役を作る。盲牌を間違えるとチョンボになるため、上がらない方が点棒が残る（第34話「タコの旋律」）。
寿司麻雀
寿司屋の世界だけで通用する麻雀。握り寿司を牌にして麻雀をする。点棒の代わりに皿の枚数で計算する。リーチ後にツモってきた危険な牌は2個まで食べてもいい。「一人前に握れるまでには最低10年」といわれるが、代打ちを頼まれたドラ夫は「貝一色」「オール煮物アナゴ単騎」などの役を連発し圧勝（第13話「おいしい寿司麻雀」）。
リクルート麻雀
就職活動中の学生により「リクルート麻雀センター」で打たれている。牌に一流企業の社章が描かれており、会社の年間所得を合計したものに役をかけて億で割ったものを得点とし、和了の際には「採用！」と発声する。四大証券（連載当時は野村・大和・日興・山一が四大証券と呼ばれていた）をそろえた「証四喜（ショウスーシ）」、都市銀行の牌をすべて集めた「都銀無双十三面待ち」（連載当時は都銀が13行あった）などの役があった（第18話「就職するは我にあり」）。
サラリーマン麻雀
サラリーマン金融方式の雀荘で打たれている。持ち点は1万5000点で、ハコ点になって点棒を借りると一局につき20%の利息がつく。一局終了時に利息・元金共に支払う決まりで、支払えない時には他家から借り換えて支払わねばならず雪だるま式に利息が増えていく。また幾ら貸すかは貸し手が決めるので、必要以上に貸し付ける過剰融資により、利息が膨らむこともある。さらに、利息を稼ぐため北場まである（第35話「恐怖のサラリーマン雀荘」）。
納税麻雀（正式名称は不明）
麻雀に対して色々な税が加算されるという麻雀。高い役を上がったり、一泣きをしたり、引っ掛けリーチをしたりすると税金として得点の何割かが没収されてしまう。二泣きやラス牌など控除もあるが、中には美人控除という理不尽なものも（第77話「ハローミスタータックスマン」）。
不動産麻雀
リクルート麻雀のようなオリジナル麻雀。雀牌の代わりに不動産物件が牌となっており、上がった役に従い、契約が成立する。また、上がった役を振り込んだ相手から、家賃をもらえる。牌には地域（南青山、表参道、所沢、成増など）、住居の種類（マンション、アパート、戸建てなど）、設備（バス、トイレ、テラス、ダイニングキッチンなど）、部屋の広さ（畳数）、交通アクセス（時間）などがあり、敷金礼金はドラとして支払われる（第54話「俺たちに部屋はない」）。
取り調べ麻雀（正式名称は不明）
リクルート麻雀のようなオリジナル麻雀で西部警察のパロディ、西家警察の中で行われた。雀牌の代わりに主な事件とそれに関する手がかりが牌となっており、牌の数は非常に多い（作中でも一体何枚あるんだと主役が突っ込んでいる）。リーチのことを捜査といい、ロンは逮捕、流局は迷宮入り、オープンリーチは公開捜査と呼んでいる。被告人に対して本人が自首するまで続けられるが、振り込んだ点数の分だけ懲役として加算される。劇中では痴漢の被告が懲役40年の重罰となってしまった（第58話「犯罪者づくり」）。
六人打ち麻雀、八人打ち麻雀（正式名称は不明）
作品回での主人公、ソニーくんがミスチョイスに持ってきた麻雀卓で勝負していた麻雀。六人で遊べ、牌は204枚ある。一方、八人打ち麻雀卓は、松下電器が開発した。大きい牌と小さい牌の二種類（これを劇中ではベータ牌とVHS牌と呼んでいた）があり、どっちを集めてもいいが、規格が違うと上がれない。劇中ではライバルの松下暗刻ノ介（松下幸之助のパロディ）、三菱くん、ビクターくん（ニッパーがモデル）、日立さん（当時のCMに出演していたアイドル、河合奈保子がモデル）にドラ夫（東芝側として出演）、ミエ（三洋電機）、真澄太（企業名は不明）が全員VHS牌を集めており、ソニー君が独り立ちするなど、ベータ、VHSの開発戦争を風刺した内容となっている（第93話「松下くんとソニーくん」）。
寿司麻雀は後に日本ソフトバンクから FM-7用のゲームとして製品化されたほか（元々はパソコン誌「Oh!FM」に掲載されたもの）、大洋化学から寿司麻雀対応の麻雀牌「大寿司」も発売されるなど、漫画の枠を超えて話題となった。

## 刊行物等
- ヤンマガKC 全7巻：第1部（第1話 - 第100話）収録
- ヤンマガKCスペシャル 全8巻：第1部を第1巻 - 第6巻に、第2部を第7巻 - 第8巻に収録
- 講談社漫画文庫 全5巻（作者によるセレクト版）

最初の連載時に刊行された単行本をヤンマガKCスペシャルに作り変え、第1部を6巻までに編集し、後の第2部を含めて全8巻で刊行し直した。この為単行本によって何巻に何の話が入っているか、同じ雑誌の単行本シリーズで数種類あるという珍しい状態になっている。ただし第2部の作品は連載終了時期の関係で単行本から数話の収録が漏れており、主に外国関係のパロディ作品が未収録となっている。
特別編として「ファミコン通信」に掲載された作品は『大トロ倶楽部』単行本2巻の巻末に、2004年に講談社「イブニング」13号に掲載された作品は『運王』（イブニングKC第2巻）巻末に収録されている。

## ゲーム
本作は、複数回にわたってゲーム化されている。後期の作品にはスーパーヅガンのキャラクターも登場するが、早見明菜の強さや豊臣秀幸の弱さは再現できていない。

### 一覧
| 発売日         | タイトル                                                | メーカー             | 対応機種               | 備考 |
| -------------- | ------------------------------------------------------- | -------------------- | ---------------------- | --- |
| 1987年4月16日  | ぎゅわんぶらあ自己中心派                                | ゲームアーツ         | PC-8800シリーズ        | X1シリーズ版は1987年7月17日 MSXシリーズ版は1988年11月11日でFM-PACに対応 |
| 1987年11月14日 | ぎゅわんぶらあ自己中心派 2 自称! 強豪雀士編             | ゲームアーツ         | PC-8800シリーズ        | 登場キャラクターが16人に増加 X1シリーズ版は1988年2月13日 MSX2版はメガロムカセットで発売                                                                                        |
| 1988年11月11日 | ぎゅわんぶらあ自己中心派                                | アスミック           | ファミリーコンピュータ | タコ軍団12人、アンチタコ軍団12人の総勢24人が登場する |
| 1988年12月16日 | ぎゅわんぶらあ自己中心派 3 望郷さすらい雀士編           | ゲームアーツ         | PC-8800シリーズ        | |
| 1989年11月24日 | ぎゅわんぶらあ自己中心派 CDだよ全員集合 激闘36雀士      | ハドソン             | PCエンジンCD-ROM2      | 製作はゲームアーツだが、開発はビッツラボラトリー 総勢36人が登場、フリー対戦、トーナメント戦、タコ討伐戦モードを収録                                                            |
| 1990年12月7日  | ぎゅわんぶらあ自己中心派 2                              | アスミック           | ファミリーコンピュータ | 『大トロ倶楽部』より吉田勝因と番長リキの2名が登場する フリー対戦、勝ち抜き戦、タコ合戦モードを収録                                                                             |
| 1990年12月14日 | ぎゅわんぶらあ自己中心派 片山まさゆきの麻雀道場         | ゲームアーツ         | メガドライブ           | フリー対戦やストーリーモードである「クラス対抗戦」、麻雀問題に答える「麻雀道場」モードを収録。                                                                                 |
| 1992年2月8日   | ぎゅわんぶらあ自己中心派 麻雀パズルコレクション         | タイトー             | PCエンジンCD-ROM2      | 『四川省』を題材にしたパズルゲーム RPG風の「ツアーモード」がある |
| 1992年6月12日  | ぎゅわんぶらあ自己中心派                                | セガ                 | ゲームギア             | 唯一の携帯ゲーム機向けソフト。「フリー対戦」。12回戦を勝ち進む「勝ち抜き戦」。対戦ケーブルが必要になる「チーム対戦」。登場人物は24人。中には必殺技の使えるキャラクターがいる。 |
| 1992年9月25日  | ぎゅわんぶらあ自己中心派 麻雀皇位戦                     | パルソフト           | スーパーファミコン     | |
| 1992年12月18日 | ぎゅわんぶらあ自己中心派 2 激闘! 東京マージャンランド編 | ゲームアーツ         | メガCD                 | 『スーパーヅガン』等片山作品キャラが51人登場。 |
| 1994年3月18日  | ぎゅわんぶらあ自己中心派 2 ドラポンクエスト             | パック・イン・ビデオ | スーパーファミコン     | RPGのような中世風の世界で4人打ち麻雀しながら物語を進める「ストーリーモード」がある                                                                                             |
| 1996年10月18日 | ぎゅわんぶらあ自己中心派 トーキョーマージャンランド     | ゲームアーツ         | セガサターン           | シリーズ最大の総勢56人が登場。フリー対戦、ストーリー対戦、デート麻雀アニバーサリーの3つのモードを収録。思考ルーチンの大幅強化。サタコレ版は1998年2月11日に発売                 |
| 1999年4月28日  | 麻雀やろうぜ!                                           | コナミ               | PlayStation            | ドラ夫・ミエ他、片山作品のキャラが多数登場する |
| 2000年4月13日  | 麻雀やろうぜ! 2                                         | コナミ               | PlayStation 2          | ベスト版は2001年9月13日、2004年9月22日に再発売 |
| 2000年6月22日  | ぎゅわんぶらあ自己中心派 〜イッパツ勝負!〜              | ESP                  | PlayStation            | 麻雀部分はサターン版と同じだが、フリー対戦と麻雀道場モードのみ収録されている。2016年3月9日よりゲームアーカイブスで配信開始。レイティングはCERO：B（12才以上対象）。            |
| 2004年頃       | ぎゅわんぶらあ自己中心派                                | コミゲー講談社       | 携帯電話用アプリ       | 開発はナツメ |
| 2022年10月27日 | ぎゅわんぶらあ自己中心派 片山まさゆきの麻雀道場         | セガ                 | メガドライブミニ2      | メガドライブ版の移植 |

### パソコン版『ぎゅわんぶらあ自己中心派』
このうち、最初のゲーム化作品である『ぎゅわんぶらあ自己中心派』は、ゲームアーツから1987年4月16日にPC-8800シリーズ向けコンピュータゲームとして発売された。公平なゲーム性を前提（もしくは建前）にしていた他社の四人打ち麻雀ゲームとは違って、「ツキ」を再現するという名目で牌の引きをプログラムが操作している仕様を明言している点が画期的であった。具体的には、上がれば上がるほど牌の引きがよくなり勝ちやすくなるが、一度振り込んでしまうと流れが切れてリセットされるという仕組みとなっている。また、多数のキャラクターそれぞれ個別で700近いパラメータと異なる思考ルーチンを持っていて、セリフで「カベ」や「スジ」を言うなどゲーム中の流れを把握しつつ原作の打ち方を再現した要素もあった。同作はMSX/MSX2にも移植されており、MSX1に挿すことでMSX版が、MSX2に挿すことでMSX2版がそれぞれ起動する仕組みとなっていた。同バージョンでは持杉ドラ夫を主題としたオープニングが追加されたほか、FM-PACによる音声演出もあった。加えて、MSX版のマニュアルは全64ページもあり、操作方法等のゲームに関する説明は10ページ程度である一方、残りのページは持杉ドラ夫による『麻雀入門』とキャラクター紹介が占めていた。

#### 開発（パソコン版『ぎゅわんぶらあ自己中心派』）
ゲームアーツ創業者である宮路洋一は、大好きな『ぎゅわんぶらあ自己中心派』のゲーム化の企画を版元である講談社に企画書を持ちこんだところ、同社にとってはこの作品が初めてのゲーム化作品であり、「ゲームって何？」って言われてしまったと2018年の三宅陽一郎とのインタビューの中で振り返っている。
宮路は1981年にアルファ電子から発売された二人用麻雀ゲーム『ジャンピューター』のコンピュータのルーチンを調べた際、「役を完成させた状態にしておき、サイコロでテンパイのタイミングを決めていた」という仕掛けを知り、『ぎゅわんぶらあ自己中心派』もそれにならおうとした。ところが、いざ出来上がったプロトタイプは『ぎゅわんぶらあ自己中心派』らしさが欠けており、原作の再現に向け1年半のテストプレイが続いた。テストプレイにあたり、宮路は「いちプレイヤーとしてどう思うか」という基準の元、違和感を徹底的に検証していったと2018年のインタビューの中で振り返っており、そのやり方をディープラーニングにたとえている。まず、宮路は面子となる3つの牌をつなげるところから始め、そこへ「役」の評価値を入れた。具体的には、「特定の手牌ならタンヤオ（）を使う」といったおおよその方針を立て、そこから牌に評価値を付けていった。また、実際に同作の仕様書を見た三宅陽一郎は、「この仕様書を見てすばらしいと思ったのが、その方針をあえて“決めきらない”ところなんです。」と称賛しており、「大まかに決めた方針に従って手役を進行させながらも、じつは裏でこっそり計算は続けていて、いろいろな役の期待値の“揺らぎ”がつねに競合している。」と説明し、メタAIに通ずるともしている。これだけでもかなり麻雀らしい動きとなったが、そこからさらに『ぎゅわんぶらあ自己中心派』らしさを出すため、「危険牌」、すなわちテンパイしているか否かの判定と、「壁」や「ラス牌」といった評価値が追加された。これにより、キャラクターに「ラス牌！」などの台詞を言わせることができるため、人間味あふれた振る舞いを実現できたと宮路は振り返っている。
加えて、32キロバイトという限られた容量の中で、1キャラ当たり700〜1000バイトの割合で、キャラクターの評価値が設定された。ただし、これだけでは不十分なため、ツモに「偏り」を持たせる形でキャラクターの個性が表現された。たとえば、タコ宮内を始めとするタコ連中の場合、彼らが好む暗刻系のツモが来やすくするという施策が取られた。
ある日、宮路がCPUの操るタコ宮内3人と対戦していたところ、うち一人が門前で四暗刻単騎（待ち）を作るも、途中から明槓をはじめ、ついには三槓子で上がるという事態が起きた。三槓子で上がった時の点数は四暗刻単騎で上がった時の4分の1となるため、通常であればこれはバグとなるが、宮路にとっては予想外の出来事で面白かったため、敢えて残された。似たようなケースとしては、CPUの操る中島ハコ4人全員が連続で北を切って流局するという出来事があり、こちらもハコの陰気なキャラクターにふさわしいとして残された。さらに、原作における強キャラクターの一人であるゴッドハンドのイナズマヅモの場合、ツキのシステムによって他家に振り込んでしまうとツキが0になって弱体化するという原作には存在しない攻略法がテストプレイを通じて編み出された。

### メガドライブ『片山まさゆきの麻雀道場』・メガCD『激闘! 東京マージャンランド編』
メガドライブ用ソフト『ぎゅわんぶらあ自己中心派 片山まさゆきの麻雀道場』には、フリー対戦や豊臣秀幸が四暗高校を舞台に麻雀で勝ち進んでいく「クラス対抗戦」、麻雀問題に答える「麻雀道場」モードが収録されている。
メガCD用ソフト『激闘! 東京マージャンランド編』では東京マージャンランド内にある16のアトラクションをめぐる「ストーリー麻雀」や、ヒロインをデートに誘い、機嫌を取ったり守ったりしながらプレイヤーの雀力を見せつけて彼女のハートを射止める「デート麻雀」モードなどが収録されている。
PnP機・メガドライブミニ2のプロデューサーである奥成洋輔は2022年のインタビューの中で、ゲームアーツによる『ぎゅわんぶらあ自己中心派』シリーズは同社の定番のマージャンゲームだと説明しており、特にメガCD用ソフトである『ぎゅわんぶらあ自己中心派 2 激闘! 東京マージャンランド編』は傑作だとしつつも、内容の都合上、現在（2022年）では復刻が困難であるため、代わりに『ぎゅわんぶらあ自己中心派 片山まさゆきの麻雀道場』の移植を提案したと明らかにしている。また、奥成は『あつまれ!ぐるぐる温泉』や『龍が如く』といった他作品でもミニゲームの麻雀だけを遊び続けているプレイヤーがいたため、メガドライブミニ2を長く遊んでもらうよい機会になると判断したことも移植の理由だと説明している。
最終的に、ゲームアーツと講談社の許諾を得たうえで収録を実現した。

### 評価

#### 評価（パソコン版『ぎゅわんぶらあ自己中心派』）
ライターの佐々木潤は、MSXへの移植版について「原作を読んでからプレイすると、確かに各キャラクターの性格が反映されている思考ルーチンなのがわかるので、当時は非常に感心したものです」と評価しており、同社の『シルフィード』などでも用いられた「ゲーム中に喋る」という演出によって、臨場感をより高めるのに一役買っていたとも述べている。

#### 評価（麻雀皇位戦）
『ぎゅわんぶらあ自己中心派 麻雀皇位戦』はファミコン通信クロスレビューでは6、6、5、5の22点。レビュアーからは、同じ漫画原作の麻雀ゲームがまた発売されたという感想がまず出てきており、それぞれのキャラの個性が出た打ち筋や台詞が楽しめるのは今は珍しくないという指摘が寄せれた。また、このシステムについても賛否が分かれており、楽しめたレビュアーもいた一方、個性が強過ぎて腹が立つことがあるとする者もいた。加えて、思考時間はそれほど長くないがテンパイすると捨て牌のスピードが極端に落ちるという指摘も寄せられた。ゲームシステムは変化なく全ハードで同じゲームがプレイできるのは喜びでSFCユーザーにはいいが、新しいものの方がいいとした。

## 片山まさゆきの麻雀教室
「フレッシュマガジン」に創刊号から1年間連載された。内容はタイトル通り麻雀入門であるが、単に漫画絵や漫画形式で麻雀入門を描いたのでなく、漫画のストーリーで説明している。

### 登場人物
もう一つの特徴は登場人物が全て『自己中心派』（教える側）『スーパーヅガン』（教わる側）のレギュラーキャラで占められている事にあり、これまでの読者（麻雀を余り知らなくても片山作品のストーリー性を楽しんでいた）へのハードルをさらに低くしている点である。本来の作品では既に麻雀を知っていたキャラの半数が、当作では麻雀を教わる側にまわっている事からわかる通り、世界観はパラレルワールドとなっている。
ドラ夫
こちらでも主人公で、第一話で麻雀学園に転任して来た教師。
ミエ
中盤から登場する教師で、役満など派手で高得点な役ばかり生徒に教えてウケを取るが、上がれる確率が低く堅実でない点は教えず（つまり基本的な役の内、便宜上高めの役だけ教える為に設定されている）、『自己中心派』と比べ性格はかなり悪い。
マスター
校長役だが、第一話のみの出演。この他に前述した「恐怖のサラリーマン雀荘」のゲストも教師役で出演。
スーパーヅガンからの登場人物
豊臣、明菜、ヤスは『スーパーヅガン』と同じ性格。信太郎も高め狙いの性格からミエ先生派。明智は知的な役の為か、直接の出番は少ない。
なお『ぎゅわんぶらあ自己中心派』のゲームソフトで『スーパーヅガン』のキャラクターが登場しているのは、この作品で描いていたことによるもので（もっとも旧単行本の1巻の時点で豊臣が既に出演していたが）、出版社の版権という視点から重要なものとなっている。ただしケンジンはこの作品が連載されていた時点で未登場だった。
馬場
こちらでも生徒役。単行本化時には各漫画の後に、ババプロによる文章講座が補足として書き下ろされた。なお『スーパーヅガン』において「『麻雀教室』の印税でワードプロセッサーを買った」と自慢していたが、10文字打たない内にタンスの下敷きになってしまうシーンが描かれている。
役 満十郎（やく まんじゅうろう）
この作品にのみ登場。天和のアガリ回数300回という奇跡の人で、親の配牌時には常に天和を狙う。それ以外では普通以下の雀士。

### 刊行物等
- KCデラックス 全1巻 ISBN 4061037102
- 講談社漫画文庫 ISBN 4063601234